# TestLink
«TestLink» — вебсистема управління тестуванням ПЗ. Розроблена та підтримується компанією Teamtest. Платформа надає можливість підтримки тест-кейси, тест-плани, тестові проекти, а також звітів та статистики.

## Вимоги
Оскільки «TestLink» вебсистема, адміністратору для її встановлення та запуску потрібен доступ до вебсерверу та бази даних. «TestLink» підтримує бази даних MySQL та PostgreSQL. Користувачу ж для доступу потрібен лише браузер.